# 莫斯科線

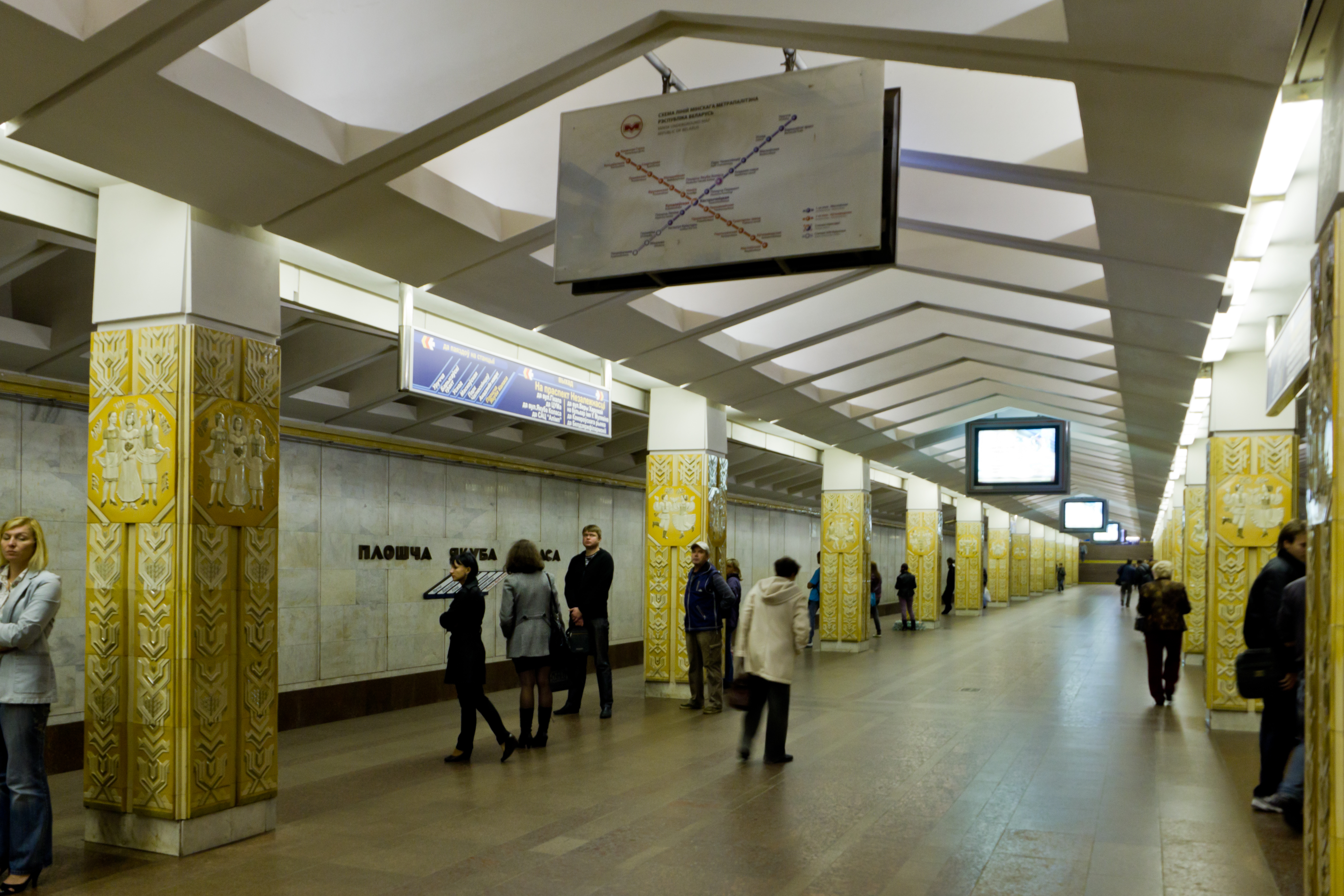
莫斯科线明斯克地铁站的照片

莫斯科線（羅馬化：Maskowskaja）是明斯克地鐵的一條路線。莫斯科線開業於1984年，是明斯克地鐵最早開業的一條路線，開業當時擁有八個車站。莫斯科線自東北至西南方向橫穿明斯克市區，現在莫斯科線長19.1公里，有14個車站。

## 外部連結
- Minsk Metro